# فادي حرب
فادي حرب (-) مغني لبناني 

## مشواره المهني
التحق عام 1997 بكلية الحقوق في الجامعة اللبنانية، وتخرّج منها حاصلاً على شهادة في الحقوق عام 2001، لكنّه لم يمارس مهنة المحاماة بل تفرّغ لعمله الفني، فالتحق بالمعهد الموسيقي الوطني حيث تلقى دروساً في العزف على آلة العود، ثم تابع  دراسته الموسيقية وتلقى دروساً في السولفيج بإشراف مدرِّسة الموسيقى عايدة شلهوب
عام 2002 شارك في برنامج ستديو الفن،  عُرض عبر المؤسسة اللبنانية للإرسال وفاز حينها بالميدالية الفضية عن فئة الأغنية الشعبية العربية، وحقق من خلال البرنامج شعبية كبيرة بين فئة الشباب خصوصاً عام 2005، قدم أغنيته المنفردة الأولى (هم يومين) التي كتبها الشاعر أمير طعيمة، أما اللحن فمستوحى من الأجواء اليونانية. صوّر الأغنية على طريقة الفيديو كليب تحت إدارة المخرج طوني قهوجي.قدم بعدها ريمكس للأغنية الفولوكلورية (مريم مريمتي) ووزعها مع جان ماري رياشي.
عام 2010 ، أصدر فادي أول ألبوم له وكان بعنوان (مش بس بحبك). تضمن الألبوم 11 أغنية قدم بعدها العديد من الأغنيات المنفردة ،

## [5]ألبومات
| الألبوم    | العام | المنتج       |
| ---------- | ----- | ------------ |
| مش بس بحبك | 2010  | سولو ريكوردز |

## أغاني مصورة
| الأغنية                 | المخرج       | المنتج    | العام |
| ----------------------- | ------------ | --------- | ----- |
| هما يومين               | طوني قهوجي   | ميلودي    | 2005  |
| مش بس بحبك              | إيلي سمعان   | ميلودي    | 2010  |
| عاقل بيتوتي             | إيلي سمعان   | إنتاج خاص | 2013  |
| شو باكي                 | إيلي سمعان   | إنتاج خاص | 2014  |
| والله مبسوط             | إيلي سمعان   | إنتاج خاص | 2016  |
| بتحدى                   | إيلي سمعان   | إنتاج خاص | 2018  |
| غلي غلي                 | شهاب شهاب    | إنتاج خاص | 2019  |
| بس شو بدك               | هيفاء الفقيه | إنتاج خاص | 2020  |
| مش عادي بمشاركة عبد رضى | هيفاء الفقيه | إنتاج خاص | 2021  |
| فتنة                    | اسلام هشام   | إنتاج خاص | 2024  |